# Lepidodendron
A Lepidodendron a pikkelyfák (Lepidodendropsida) osztályának Lepidodendrales rendjébe, ezen belül a pikkelyfafélék (Lepidodendraceae) családjába tartozó nemzetség.

## Jellemzői
A Lepidodendron (magyarul: „Pikkelyfa”), egy kihalt, kezdetleges, edényes, faszerű növény volt, amely rokonságban állt a valódi korpafüvekkel (Lycopodiopsida). A nemzetség fajai néha elérték a 30 méter magasságot és az 1 méter átmérőjű törzset. A Lepidodendron-fajok a karbon kor jellegzetes növényei. Bár a Lepidodendronokat néha „óriás valódi korpafüveknek” nevezik, valójában e növények, inkább a durdafüvekkel (Isoetales) állnak közelebbi rokonságban.

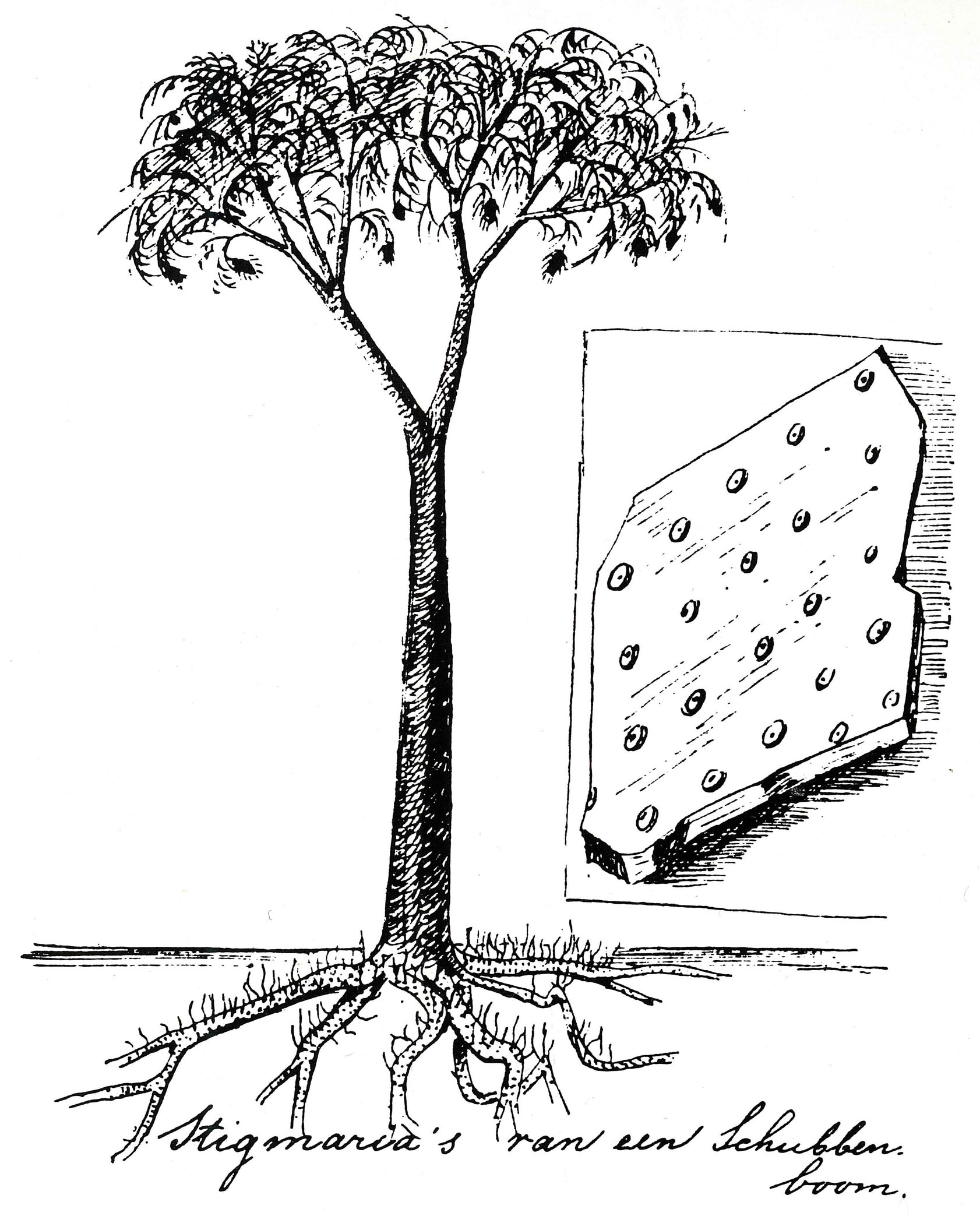
A holland Eli Heimans (1911) elképzelése a növényről

A Lepidodendron-fajoknak magas, vastag törzse volt. A törzs hosszán ritkán ültek ágak, ezek inkább e faszerű növény tetején ültek. Az ágakon fürtszerűen helyezkedtek el a levelek. Ezek a levelek hosszúak és keskenyek voltak, hasonlóak a mai füvek éléhez, és spirálisan ültek az ágakon. A Lepidodendron-fajoknak lemezes edénynyalábjai voltak. A szárban lemez alakú fa- és háncsrészek váltakozva álltak.
A szorosan ülő, rombusz alakú sebhelyek, amelyek a növények növekedése során kerültek a törzsekre és szárakra, érdekes és közönséges kövületeket adnak a karbon kori rétegből. E kövületek gyakran a szénbányákban találhatók meg. A maradványok gumikerékre vagy aligátor bőrére emlékeztetnek.
A sebhelyek, amelyeket a levéltokok okoztak, zöld, fotoszintetizáló szövetekből állnak. Ezeken viaszszerű anyag (kutin) és gázcserenyílások ültek, az előbbiek védték a külső hatásoktól, az utóbbiak pedig a légzésben segítették. Így a Lepidodendron-fajoknak zöld törzsük volt, nem mint a mai fáknak, amelyeket barna, kérges, fotoszintézisre képtelen szövet borít.
A Lepidodendronok inkább óriási füveknek néztek ki. A törzs ritkán vagy egyáltalán nem tartalmazott fát. A legtöbb támaszt a kéregszerű részétől kapta. Ez a rész a törzs körül maradt, mint egy kemény réteg, amely nem kopott le soha, mint ahogy a legtöbb mai fánál történik. Ahogy a fa nőtt, a levéltokok szétnyíltak, hogy alkalmazkodjanak a törzs vastagodásának növekedéséhez.
E növények ágai tobozszerű képződményekben végződtek. A Lepidodendronok nem termeltek magokat, mint a mai növények. A növények spóra által szaporodtak. Feltételezik, hogy ezek a növények gyorsan nőttek és körülbelül 10-15 évet élhettek. Egyes fajok lehetséges, hogy csak egyszer szaporodtak életük folyamán.

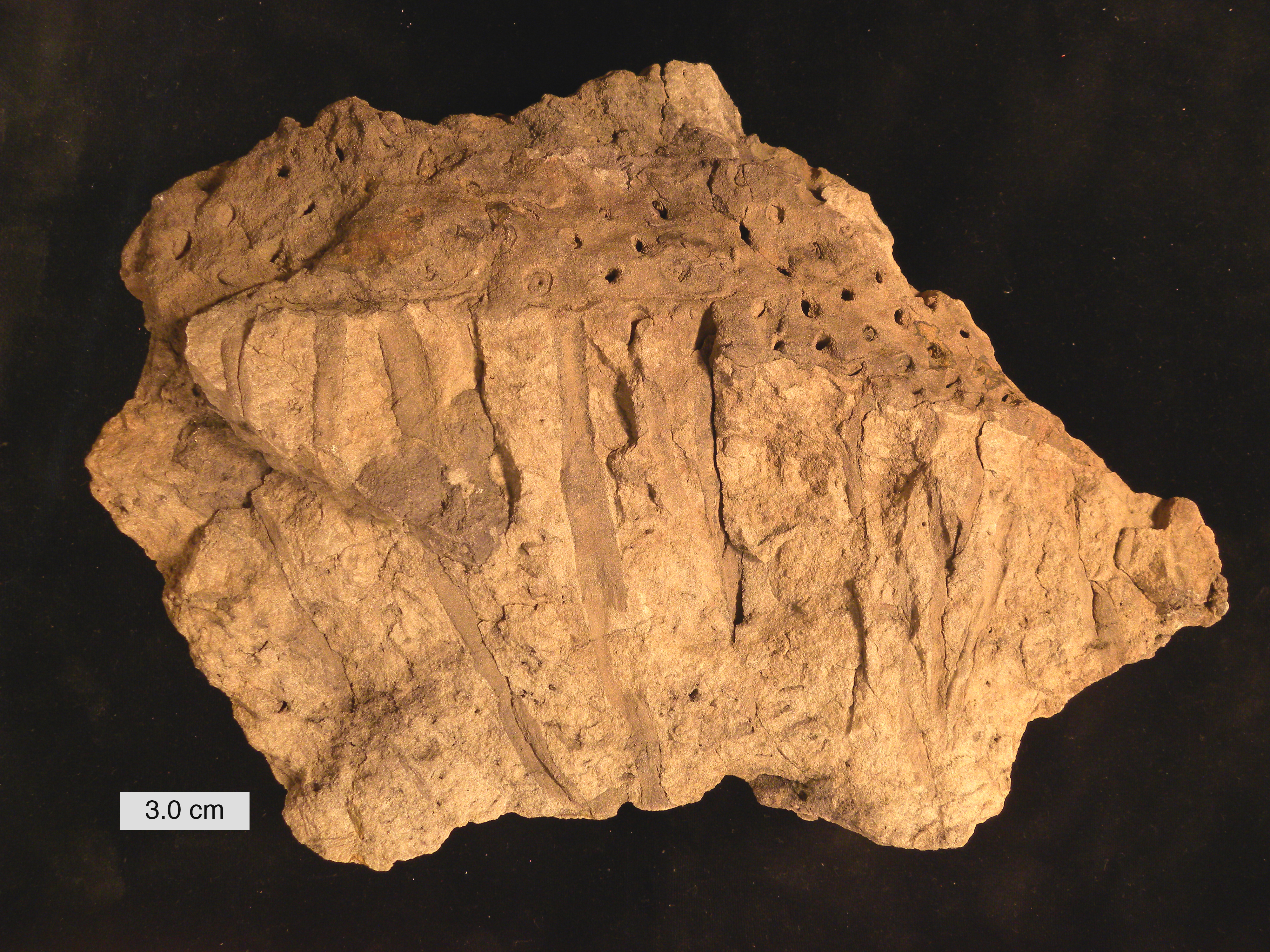
Megkövesedett gyökér

A Lepidodendron-fajok inkább a mocsaras területeken éltek. A növények sűrűn nőttek, hektáronként 1000-2000 ilyen faszerű növény élt. Ez a sűrűség azért volt lehetséges, mert a növények csak kifejlett korukban ágaztak szét. Életük legnagyobb részében ágatlan oszlopoknak néztek ki. Fiatal korukban törzseiket fűszerű levelek tartották, amelyek egyenesen a törzsből nőttek ki.
Ezek az óriás pikkelyfák már a mezozoikum előtt kihaltak, helyüket átvették a kisebb korpafű-fajok, az újonnan megjelent tűlevelűek és más növények. A Lepidodendronok a karbon kor legismertebb maradványai közé tartoznak. Közeli rokonságban állnak a szintén kihalt pecsétfa és a Lepidendropsis nemzetségekkel.
A 19. században a hüllő bőréhez hasonló törzse miatt, a vásárokon óriás gyík- vagy kígyóbőrnek mutatták be a Lepidodendront.
A Lepidodendron neve a görög „lepido”=pikkely és „dendron”=fa szavak összetevéséből ered.

### Fordítás
- Ez a szócikk részben vagy egészben  a   Lepidodendron című angol Wikipédia-szócikk ezen változatának fordításán alapul.  Az eredeti cikk szerkesztőit annak laptörténete sorolja fel. Ez a jelzés csupán a megfogalmazás eredetét és a szerzői jogokat jelzi, nem szolgál a cikkben szereplő információk forrásmegjelöléseként.